# Daniel Williams (calciatore 1989)
Daniel Charles Williams (Karlsruhe, 8 marzo 1989) è un ex calciatore tedesco naturalizzato statunitense, di ruolo centrocampista.